# Санта Кроче ин Джерусалеме
„Санта Кроче ин Джерусалеме“ (на италиански: Santa Croce in Gerusalemme) е християнска католическа базилика в Рим, Италия, разположена на хълма Есквилин, южно от Латеранския дворец. Името на базиликата означава „Светия кръст в Йерусалим“, като е известна и с имената Базилика Елениана и Базилика Сесориана. Тя е една от седемте поклоннически църкви в Рим. В нея се пазят откритите през 1492 г. зазидани в стените останки от Животворния кръст.

## История
Първата постройка на мястото на съвременната църква, е Дворецът Сесориано, принадлежал на Света Елена Августа, майката на император Константин I. В началото на IV век, когато християнската религия престава да бъде пресладвана, по заповед на Елена главната дворцова зала е превърната в християнски храм, а близките жилищни помещения, са превърнати в капели.
През VIII век базиликата е преустроена от папа Григорий II (715 – 731) и папа Адриан I (772 – 795).
През ХІІ век, по време на понтификата на папа Луций II (1144 – 1145), Базилика Елениана е трансформирана в настоящата трикорабна базилика с камбанария в романски стил. Вътрешното пространство на новия храм е разделено на три нефа (кораба), построена е и висока камбанария и величествен портал, който не е запазен до наши дни. Своят настоящ бароков облик храмът придобива през XVII—XVIII век при папа Бенедикт XIV, който прокарва улици, свързващи базиликата с Латеранския дворец и с базиликата Санта Мария Маджоре. Реставрационните работи в базиликата се осъществяват от Пиетро Пасалакуа и Доменико Грегорини, които построяват новата барокова фасада от травертин с разкошен фронтон.

## Интериор
В апсидата има интересни стенописи от XVII век на Антониацо Романо. В базиликата се съхраняват и множество християнски светини. В Капелата на Светите реликви, се пазят останки от Животворния кръст, открити в Йерусалим по времето на императрица Елена, два шипа от трънния венец на Христос, пръстът на свети апостол Тома, който той слага върху раните на Спасителя, за да се увери в неговото възкресение, един от гвоздеите, с които е разпънат Христос, табелата с надписа INRI от Кръста на разпятието, а също и частица от кръста, на който редом с Христос е разпънат благоразумният разбойник Дисмас.